# Hemeroplanis floccalis
Hemeroplanis floccalis är en fjärilsart som beskrevs av Philipp Christoph Zeller 1872. Hemeroplanis floccalis ingår i släktet Hemeroplanis och familjen nattflyn. Inga underarter finns listade i Catalogue of Life.